# Klouzavý mandát
Klouzavý mandát je označení pro systém výkonu poslaneckého mandátu, kdy za poslance parlamentu, který se stal členem vlády, nastoupí do parlamentu náhradník, jenž ho tam po tu dobu zastoupí. Tím se jednak odstraní problém, že členové vlády nestíhají naplno pracovat v parlamentu, a jednak se lépe oddělí legislativní a exekutivní část veřejné moci ve smyslu požadavku dělby moci. V Česku se o zavedení klouzavého mandátu uvažuje dlouhodobě, ale tato ústavní změna doposud (2024) nebyla přijata.